# Sola gratia
Pour les articles homonymes, voir Gratia.
Sola gratia est une expression latine signifiant « par la grâce seule », utilisée pour désigner un principe théologique chrétien selon lequel le salut des âmes est obtenu par la grâce seule, c'est-à-dire par la seule volonté de Dieu. 
Le principe est issu des idées de Augustin d'Hippone sur le salut des âmes, salut qui ne peut venir de façon fondamentale que de la libre décision de Dieu, puisque celui-ci est omnipotent et omniscient. 
Augustin tente cependant de préserver dans une certaine mesure la liberté humaine, s'exprimant par la foi et les œuvres, bien que le libre arbitre de l'homme soit fortement réduit par la faute originelle d'Adam.
Le principe est affirmé par l'Église catholique au deuxième concile d'Orange de 529 qui condamne en même temps la théorie de la prédestination. Dans le protestantisme, le principe de la sola gratia fait partie des cinq sola.

## Doctrine

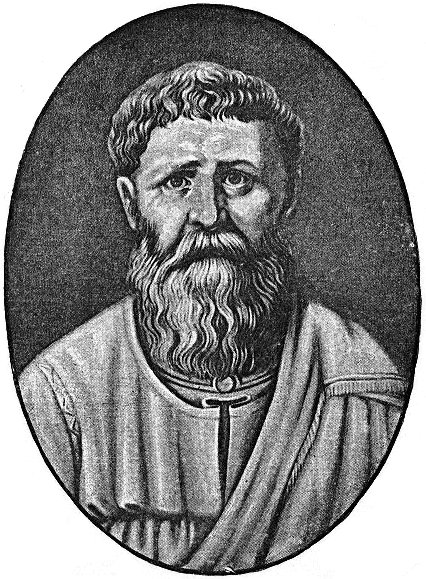
Augustin d'Hippone - 354-430

Dans l'approche d'Augustin d'Hippone, la grâce divine est première dans l'ordre du salut de l'individu. Mais pour ce qui est de la place accordée à la liberté de l'homme, à sa collaboration avec la grâce, il y a des fluctuations dans la pensée d'Augustin, qui quoique auteur de la fameuse citation « Dieu qui t'a créé sans toi ne te sauvera pas sans toi », durcira sa position durant son combat avec Pélage et les pélagiens. 
Une croyance dans le rôle exclusif de la grâce pour l'obtention du salut mène généralement à l'idée de prédestination. En effet, cela revient à dire qu'il n'y a aucune collaboration de la part de l'homme et que donc le choix se fait de la part de Dieu uniquement.  
Cependant, le salut par la grâce s'articule difficilement avec deux autres voies vers le salut des âmes, très présentes dans le christianisme antique : le salut par la foi, principale voie explorée par Paul de Tarse, et le salut par les (bonnes) œuvres des croyants. Cette difficulté explique que les idées d'Augustin n'aient pas été acceptées par tous, ou aient suscité des différences d'interprétation.
Le Nouveau Testament est en effet peu clair à ce sujet dans sa rédaction. 
Un des textes les plus en faveur de Sola gratia, le salut par la grâce seule, est l'Épître aux Éphésiens (Paul de Tarse), qui indique « car c’est par la grâce que vous êtes sauvés, par le moyen de la foi. Et cela ne vient pas de vous, c’est le don de Dieu ». Dans cette phrase, le salut par la Foi, au cœur de la prédication de Paul, est lié au salut par la grâce, le premier découlant directement du second. Ce sera une référence forte pour les tenants de Sola gratia et de son absence d'opposition avec la Foi. Une lecture littérale de ce passage amène cependant à nier l'engagement personnel dans la Foi, qui devient totalement extérieure à l'homme, voire peut nier le besoin de la prédication puisque la Foi ne vient pas des hommes mais seulement de Dieu. Il s'agit là d'un certain écart d'avec les autres épîtres de Paul, ce qui explique en partie que l'épître ne soit pas considérée par la majorité des exégètes comme étant réellement de Paul. 
Dans l'Épître aux Galates, Paul indique « voici seulement ce que je veux apprendre de vous : Est-ce par les œuvres de la loi que vous avez reçu l’Esprit, ou par la prédication de la foi? ». C'est bien la prédication qui amène la Foi, pas le don exclusif de Dieu. Un autre passage indique que Dieu donne la prédication qui permet la Foi, mais pas directement cette dernière : « Celui qui vous accorde l’Esprit, et qui opère des miracles parmi vous, le fait-il donc par les œuvres de la loi, ou par la prédication de la foi? ». Dans les autres épîtres attribuées à Paul, la grâce est très présente, tout comme la Foi, mais elle n'apparaît pas comme la seule condition du salut.
Toujours dans l'Épître aux Galates, Paul indique « ce n’est pas par les œuvres de la loi que l’homme est justifié, mais par la foi en Jésus Christ », ce qui sera interprété comme un rejet du salut par les œuvres de la Loi. Les commentateurs catholiques ont tendance à arguer du fait qu'il s'agit des œuvres de la Loi et de la Loi uniquement, tandis que les protestants depuis Luther tendent à interpréter les œuvres en général comme étant privées de valeur salvatrice. 
Les interprètes catholiques soulignent l'importance accordée par Paul à la charité, en surplus de la foi et même comme une voie plus excellente que la foi, car comme le dit Paul "quand j'aurais la plénitude de la foi, une foi à transporter des montagnes, si je n'ai pas la charité, je ne suis rien". De leur côté, les interprètes protestants soulignent plutôt le fait que Paul va plus loin dans cette même Première épître aux Corinthiens, quand il déclare « Et quand je distribuerais tous mes biens pour la nourriture des pauvres, quand je livrerais même mon corps pour être brûlé, si je n’ai pas la charité, cela ne me sert de rien ». Pour eux, la charité au sens de Paul serait très proche de la foi, dans la mesure où elle n'est pas une pratique mais une attitude : « elle excuse tout, elle croit tout, elle espère tout, elle supporte tout ». 
Ces divergences ne sont pas seulement le fait d'un manque de clarté dans la rédaction, mais expriment déjà des oppositions. « Dans l'épître de Jacques […] c'est à une charge en règle que l'on assiste contre les spéculations pauliniennes […]. À la justification par la foi s'oppose expressément la justification par les œuvres […] : « À quoi cela sert-il, mes frères, que quelqu'un dise : "j'ai la Foi", s'il n'a pas les œuvres ? La Foi peut-elle le sauver ? […] Ainsi en est-il de la foi : si elle n'a pas les œuvres elle est tout à fait morte ». La question de la grâce est à peine évoquée dans l'épître, et seulement sous forme d'un don du Seigneur, sans référence au salut.
Ces difficultés dans l'approche du salut selon les textes de référence vont nourrir de nombreux débats théologiques dès la fin de l'Antiquité et jusqu'à la période moderne.
Dans une première approche, la grâce est minorée voire niée. Ainsi, à la fin de l'Antiquité, le pélagianisme minimise le rôle de la grâce dans le salut, et exalte la primauté et l'efficacité de l'effort personnel dans la pratique de la vertu. Pélage soutient que l'homme peut par son seul libre arbitre s'abstenir du péché, et nie donc la nécessité de la grâce.
À l'extrême inverse, notamment chez Augustin d'Hippone et plus encore chez Jean Calvin, Sola gratia mène à la prédestination comme un principe très fort, s'imposant par la seule volonté divine, qu'il ne convient pas de questionner.
Afin de préserver l'utilité de la grâce, de la foi et des œuvres dans le salut individuel, des théologies médianes comme le molinisme essaient de limiter la prédestination, Dieu connaissant certes à l'avance le choix de chacun, mais laissant les individus libres de choisir leur foi et leurs actes, la grâce divine validant ce choix. On peut aussi ranger dans cette catégorie médiane les thèses dites semi-pélagianistes de Jean Cassien, à la fin de l'Antiquité.

## Le Moyen Âge
La théologie médiévale catholique, dominée par la pensée augustinienne, laisse peu de place à la liberté humaine.
Thomas d'Aquin tente cependant d'organiser autour de la pensée d'Augustin un système métaphysique permettant de concilier grâce et liberté humaine. Il lui faut tenir à la fois l'affirmation de l'action divine dans chaque action de l'homme, et l'affirmation de la liberté de ce même homme. Cette liberté s'exprimant par les œuvres (bonnes ou mauvaises) ou par la foi.

## La Réforme

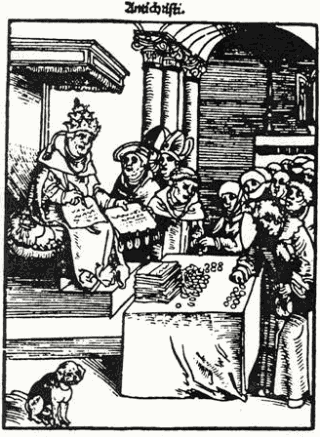
L'Antéchrist vu par Lucas Cranach l'Ancien : le pape vendant des indulgences.

À la veille de la Réforme protestante, l'Église catholique accepte, sans système bien structuré, tant le salut par la grâce que celui par la foi ou par les œuvres. L'Église finit d'ailleurs par utiliser le salut par les œuvres comme justification à un moyen de financement : le système des indulgences. Celui-ci est structuré autour de dons d'argent faits par les fidèles à l'Église pour « acheter » un accès plus rapide au paradis.
La question des indulgences est le point déclencheur de la Réforme luthérienne, Martin Luther notamment attaque cette pratique en 1517 à travers ses 95 thèses. De manière indépendante, Zwingli arrive à la même conclusion. La critique du salut par les dons d'argent à l'Église mène logiquement à la critique du salut par les œuvres, et sola gratia devient l'un des concepts fondateurs du protestantisme.
S'appuyant sur Augustin, Luther considère ainsi que seule la foi (donnée librement ou pas par Dieu) permet d'être réceptif à la grâce divine. La place du libre arbitre devient donc restreinte, et est encore réduite par Jean Calvin, pour lequel celui qui n'a pas reçu la grâce ne peut tout simplement pas être sauvé.
Parmi les familles protestantes, la grâce est l'objet des débats les plus riches et les plus diversifiées. Ces débats s'organisent selon l'idée que l'on se fait de la place de l'Église (l'adhésion à une Église est-elle une manifestation de la grâce ?), selon la réponse de l'homme ou de la femme (si la grâce est donnée à tous, y a-t-il des personnes qui peuvent la refuser et ne pas la recevoir ?), ou selon ce que l'on croit du diable ou du péché (la grâce est-elle donnée absolument gratuitement, comme le soleil réchauffe tout le monde, ou est-elle seulement donnée dans le cadre du pardon des péchés ?).
Ces considérations ont d'importantes conséquences sur la pratique de l'évangélisation : lorsque l'on croit que la grâce trouve son plein accomplissement seulement au sein de l'Église, alors les fidèles sont plus actifs sur l'évangélisation ; et, si l'on croit que la grâce de Dieu rayonne sur tout le monde, quelle que soit son appartenance religieuse, alors l'évangélisation est ressentie comme moins urgente.
Les controverses protestantes relatives à la grâce ont souvent abouti à l'accusation de semi-pélagianisme de ceux qui tentaient de concilier salut par la grâce et salut par les actes ou la foi.

## Le concile de Trente

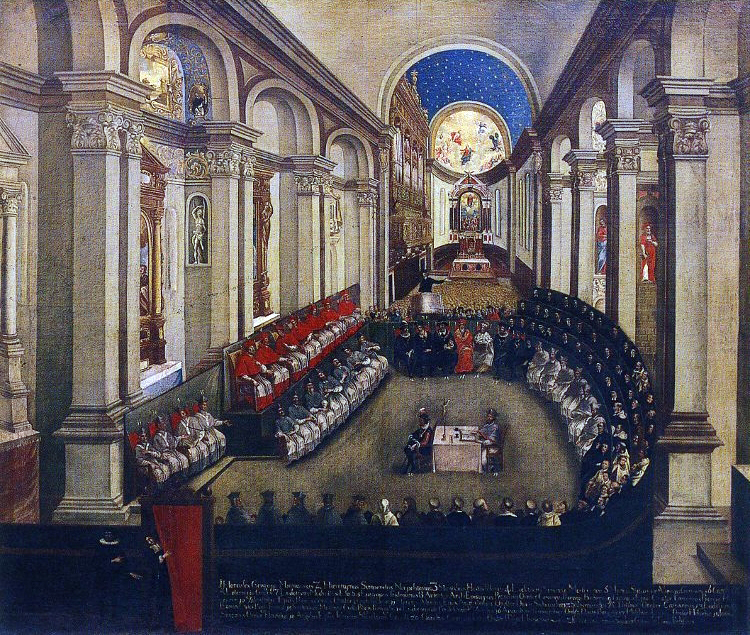
Réunion du concile de Trente à Sainte-Marie-Majeure, Musée diocésain de Trente

En réaction à la Réforme, l'Église catholique réunit le concile de Trente. Afin de saper les bases théologiques de la Réforme, elle minore sa référence à sola gratia, remettant en avant lors de sa sixième session, en 1547, le libre arbitre sans toutefois se prononcer sur son rapport avec la grâce.
Certains courants catholiques refuseront cependant cette minoration, insistant fortement sur le strict maintien du sola gratia augustinien, s'attirant par là même les accusations de crypto-protestantisme. Le courant catholique le plus connu défendant le seul salut par la grâce sera le jansénisme, essentiellement actif aux XVIIe siècle et au XVIIIe siècle.
Le molinisme, dès la seconde moitié du XVIe siècle, tente de concilier grâce et liberté à travers son texte fondateur Accord du libre arbitre avec le don de la grâce, la prescience divine, la providence, la prédestination et la réprobation.
Preuve de la difficulté du sujet, il existe au sein de l'Église catholique plusieurs systèmes de salut intégrant la grâce et les actes de l'homme (la foi ou les œuvres), dont le thomisme, le molinisme, le congruisme, le liguorisme ou le jansénisme. Finalement, le Vatican finira par décourager toute discussion théologique sur l'articulation entre les différentes voies du salut, ces questions restant irrésolues par manque de texte fondateur clair.

## Rapprochement des points de vue
L'Église catholique a signé en 1999 avec les luthériens, puis avec les méthodistes, la Déclaration commune sur la justification par la foi qui proclame que : « Nous confessons ensemble que la personne humaine est, pour son salut, entièrement dépendante de la grâce salvatrice de Dieu ».
Il n'y a pas pour autant identité de vues et de présentation : on a pu ainsi parler de « consensus différencié », c'est-à-dire qui admet les différences. Par exemple, l'insistance de l'Église catholique sur les œuvres demeure, notamment en ce qui concerne les œuvres de charité ; mais il y est explicitement précisé que la grâce ne dépend pas des œuvres réalisées.